# Opština Vasilevo
Opština Vasilevo (makedonsky Општина Василево) je jednou z 80 opštin v Severní Makedonii. Rozkládá se v severovýchodní části Jihovýchodního regionu. Její rozloha je 230,4 km² a v roce 2021 zde žilo 10 552 obyvatel. Správním centrem opštiny je vesnice Vasilevo.

## Geografie
Sousedními opštinami jsou:
- Berovo na severovýchodě
- Bosilovo na jihovýchodě
- Strumica na jihu
- Konče na jihozápadě
- Radoviš na západě

## Poloha
Opština se z větší části rozkládá v údolí řeky Strumica v nadmořské výšce zhruba od 250 m. Severní horská část zasahuje do Maleševského pohoří (Малешевска планина) do nadmořské výšky téměř 1250 m.

## Demografie
Podle posledního sčítání lidu v roce 2021 žije v opštině 10 552 obyvatel. Etnické složení je:
- Makedonci = 6 831 (64,74 %)
- Turci = 2 251 (21,33%)
- ostatní a neuvedené = 1 470 (13,93 %)

## Doprava
Jihozápadní částí opštiny prochází v délce zhruba 13 km hlavní silnice s označením A4. Je vedena údolím řeky Strumice. Silnicí je opština spojena směrem na severozápad s městy Radoviš a Štip a směrem k jihu (cca 5 km) s městem Strumica. Na území opštiny odbočuje z hlavní silnice několik silnic místního významu.